# 샤이마아 엘 가말
샤이마아 엘 가말(شيماء الجمال, Shaimaa El Gammal, 1980년 1월 30일 ~) 은 이집트의 플뢰레 펜싱 선수이다. 그녀는 2000년, 2004년, 2008년, 2012년 하계 올림픽의 네 차례 올림픽에 출전하였다.